# Szabados József (politikus, 1951)
Szabados József (Apagy, 1951. január 4. –) magyar politikus, országgyűlési képbiselő.

## Életpályája

### Iskolái
Az általános iskolát szülőfalujában végezte el. Középiskolai tanulmányait a nyíregyházi Kossuth Lajos Szakközépiskola autószerelő szakán végezte el. 1972-ben végzett a kecskeméti Gépipari és Automatizálási Műszaki Főiskola hallgatójaként.

### Pályafutása
1972–1983 között a Mezőgépnél dolgozott; főmérnök, majd a baktalórántházi üzemegység igazgatója volt. Ezután az AXA Biztosító munkatársa volt.

### Politikai pályafutása
1983–1990 között a Baktalórántházi Nagyközség tanácselnöke volt. 1990-ben, 1998-ban és 2002-ben országgyűlési képviselőjelölt (Hazafias Választási Koalíció; MSZP) volt. 1993-tól az MSZP tagja. 1994-től az MSZP baktalórántházi elnöke, majd a Szabolcs-Szatmár-Bereg megyei alelnöke volt. 2002–2006 között Baktalórántháza alpolgármestere volt. 2002–2006 között Szabolcs-Szatmár-Bereg Megyei Önkormányzat megyei közgyűlésének tagja volt. 2005-től az MSZP megyei kampányfőnöke. 2006–2010 között országgyűlési képviselő (Szabolcs-Szatmár-Bereg megye). 2006–2010 között a Költségvetési, pénzügyi és számvevőszéki bizottság tagja, valamint Az ORTT költségvetési törvényjavaslatát előkészítő albizottság tagja volt. 2009–2010 között a Közmédiumok gazdálkodását ellenőrző albizottság tagja volt.

## Családja
1975-ben feleségül vette Szegfű Piroskát. Két lányuk született: Enikő (1976–) és Andrea (1979–).

## Díjai
- a Haza Szolgálatáért Érdemérem ezüst fokozata
- Baloldalért Díj (2012)[2]